# GAZ 12 ZIM
Voulue par le gouvernement soviétique pour combler le trou existant entre la GAZ M20 Pobieda et la luxueuse limousine 110 de la Zavod Imeni Stalina (ZIS), la GAZ 12 ZIM est une grande berline de 5,53 m de long, produite par le constructeur automobile GAZ de 1950 à 1959.

## La grande GAZ

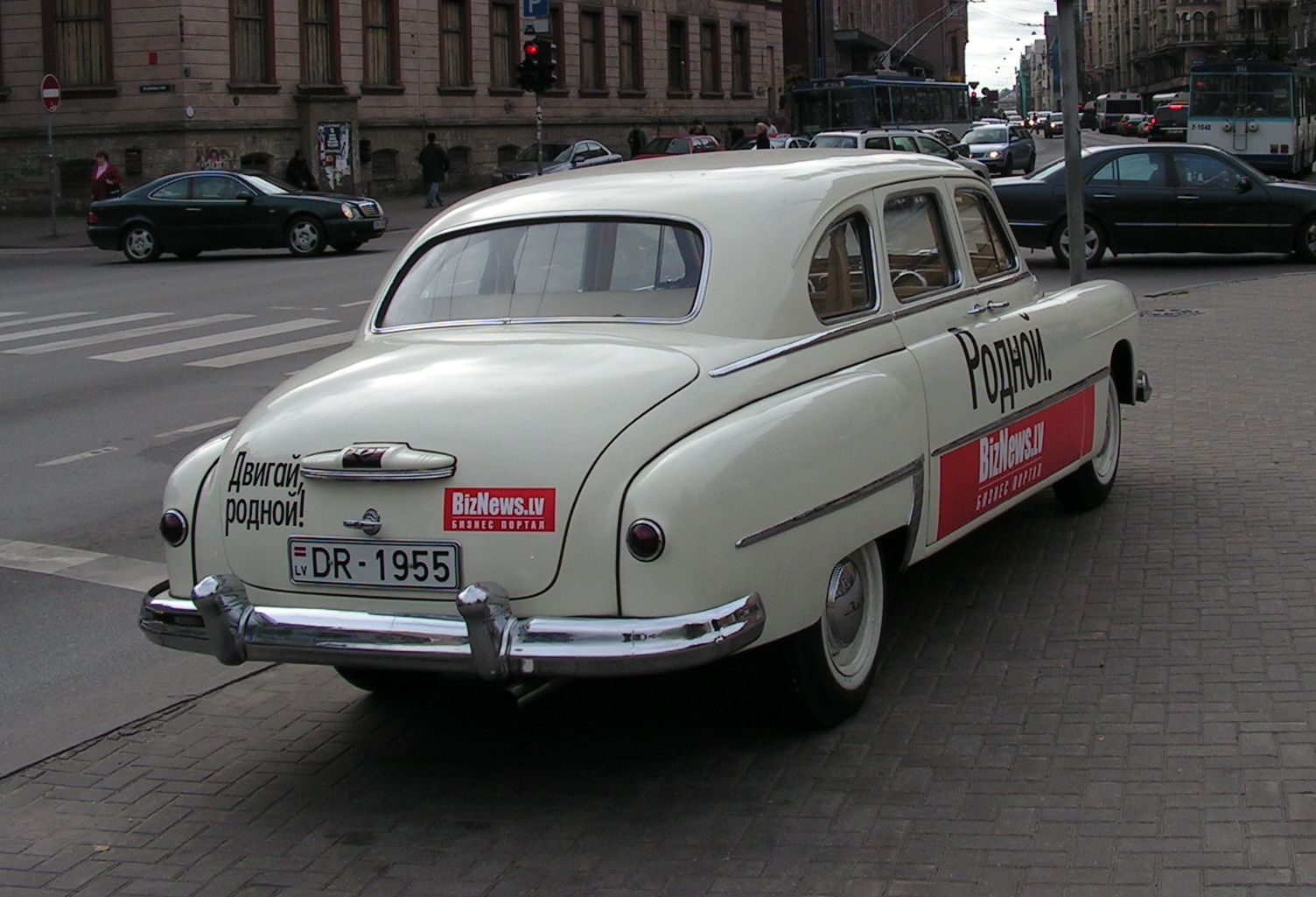
Vue arrière de la GAZ 12 ZIM.

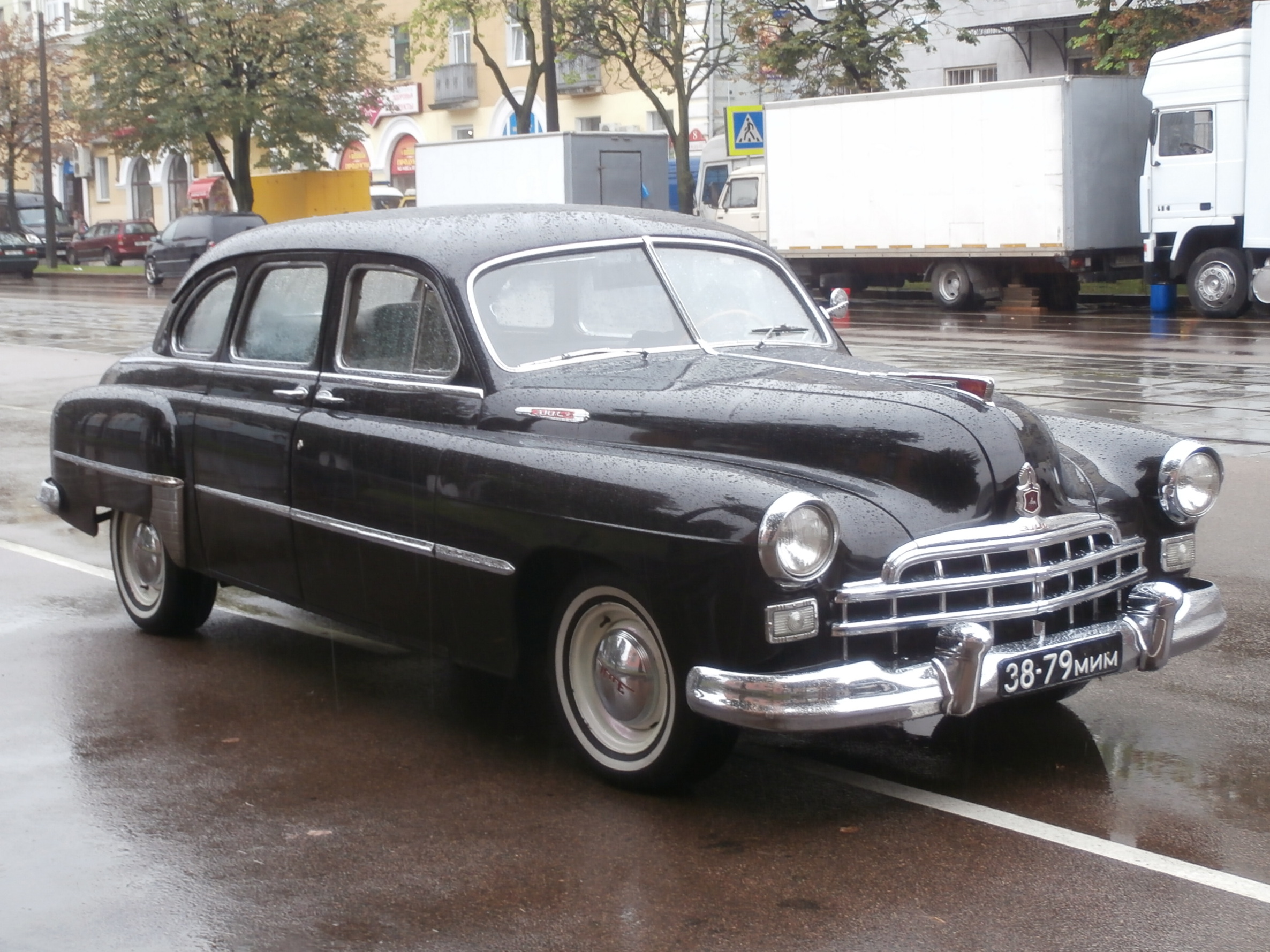
ZIM-12 berline

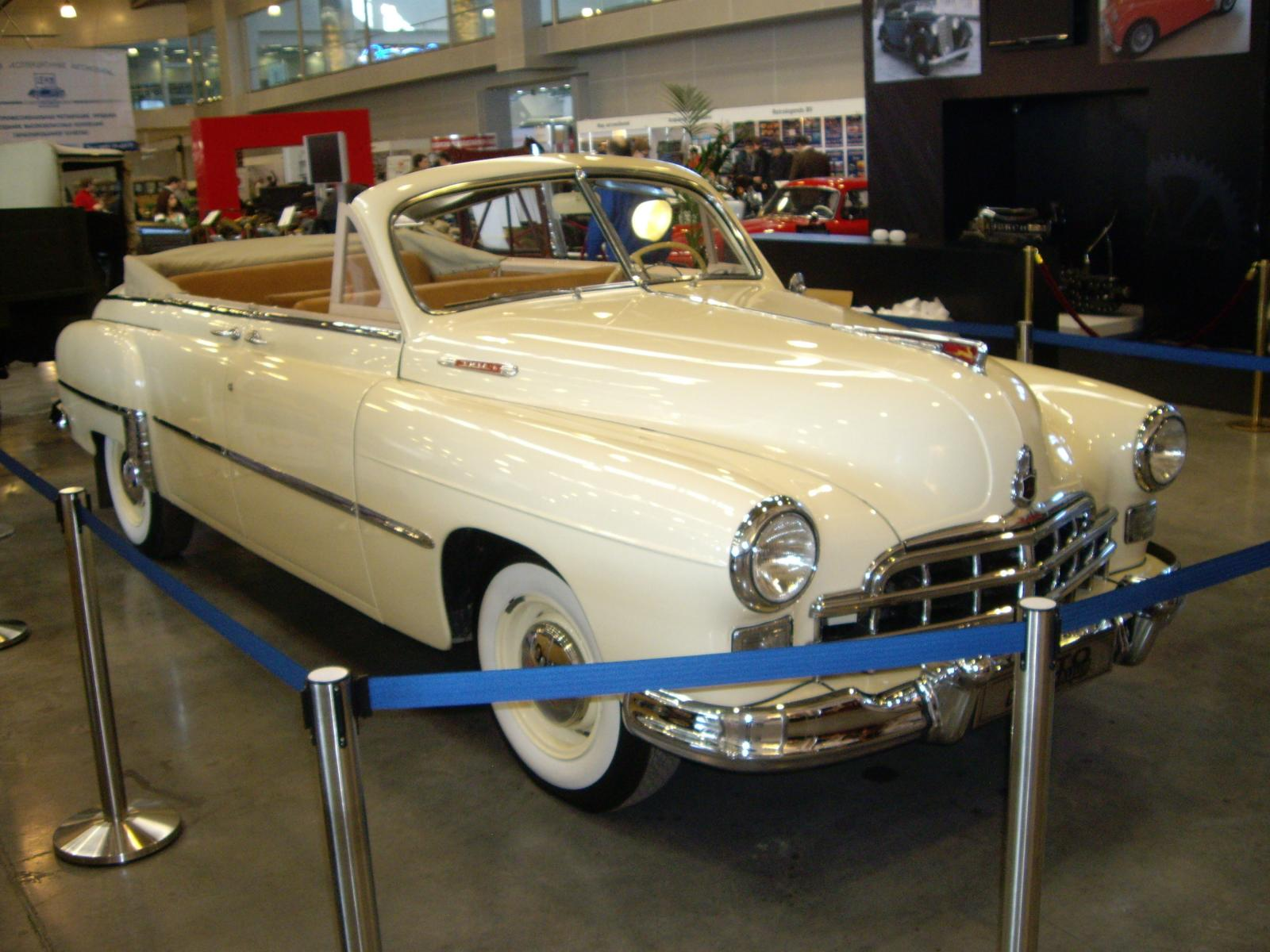
ZIM-12 convertible

Le GAZ-12 ZIM a été développé depuis 1948 pour combler une niche entre le plus petit Pobieda et le plus grand ZIS-110. Elle utilisait notamment une version allongée du châssis Pobieda mais disposait d'une toute nouvelle carrosserie, directement inspirée des Cadillac et Pontiac de la fin des années 40. Le moteur, un moteur 3,5 cylindres 6 cylindres de 76 ch, a été repris de l'ancienne voiture GAZ-11-73. Présentée à la Foire de Leipzig en 1950, la 12 ZIM mesurait 5,53 m de long. Il bénéficie d'une culasse en alliage léger et d'un carburateur double corps. Construit dans l'usine GAZ, Zavod Imeni Molotova (l'usine porte le nom de Viatcheslav Molotov), le GAZ 12 prit le nom de « 12 ZIM ». En 1951, un cabriolet 6 places est fabriqué, mais il reste unique, tout comme une version break en 1956. Quelques ZIM sont également utilisées comme ambulances.

## Presque en France
En 1954, une ZIM est présentée à la foire de Lyon, on parle d’une éventuelle commercialisation en France.
Quelques photos d’une ZIM immatriculée 7458 DY 75 furent diffusées à l’époque, mais le projet resta sans suite.
La seule ZIM en circulation en France, immatriculée 877 EP 30 et possession de Jean Lafont, finit compressée par César en 1961.

## Bilan
De 1950 à 1959, la GAZ 12 ZIM a été fabriquée à 21 527 exemplaires. Elle est remplacée par la Tchaïka 13, sortie en 1958.

## Sources
- Bernard Vermeylen, Voitures des pays de l'Est, Boulogne-Billancourt, ETAI, 2008, 239 p. (ISBN 978-2-7268-8808-7, OCLC 470767381)